# سیارک ۴۰۷۶
سیارک ۴۰۷۶ (به انگلیسی: 4076 Dorffel، نامگذاری:1982UF4) چهار هزار و هفتاد و ششمین سیارک کشف شده‌است که در ۱۹ اکتبر ۱۹۸۲ کشف شد.
قدر مطلق سیارک برابر ۱۱٫۹۰ است.